# Adriana, Duquesa de Blecíngia
Adriana Josefina Alice (em sueco: Adrienne Josephine Alice Bernadotte; Danderyd, 9 de março de 2018) é uma princesa da Suécia, filha mais nova da princesa Madalena com o seu marido Christopher O'Neill. Ela é um membro da família real sueca e a 12ª na linha de sucessão ao trono sueco, imediatamente após o seu irmão maior, o príncipe Nicolau, Duque de Angermânia. Ela também tem uma irmã maior, a princesa Leonor, Duquesa da Gotlândia e  chamada como Princesa Adriana da Suécia na mídia internacional. 
Em outubro de 2019, a Casa Real de Bernadotte anunciou oficialmente que a Adriana não exerceria deveres reais oficiais.

## Nascimento
A princesa Adrienne nasceu no dia 09 de março de 2018, no Hospital de Danderyd na Suécia, pesando 3.465 quilogramas e medindo 50 centímetros. Adrienne tem de nascimento a dupla cidadania, desse jeito além da cidadania sueca por ter nascido na Suécia e parte de mãe, a princesa Adrienne também possui cidadania estadunidense por meio de seu pai Christopher O'Neill, que é um cidadão estadunidense-britânico.
Em 12 de março de 2018, foi anunciado pelo rei Carlos XVI Gustavo da Suécia, o seu nome completo e títulos durante uma reunião do Conselho de Estado foi realizado no Palácio Real de Estocolmo; na ocasião também estava presente a princesa Vitória, Princesa Herdeira da Suécia.

### Mudanças de residências
Em setembro de 2018, a família de Adrianne se mudou para a cidade de Miami na Flórida, onde a sua família passou a alugar uma residência de sete dormitórios com piscina e quadra de tênis.
Em fevereiro de 2020, a família de Adrianne comprou uma nova mansão de dois andares e quinze dormitórios com uma ampla piscina, localizada na área exclusiva de Pinecrest (na cidade de Miami); o valor do imóvel foi avaliado em quase US$ 3 milhões de dólares dos Estados Unidos líquidos.

## Batizado
Foi batizada pelo arcebispo Antje Jackelén no dia 08 de junho de 2018 na Capela Real do Palácio de Drottningholm em comunhão com a igreja da Suécia (o Luteranismo), com as águas batismais da ilha sueca de Öland, tradição da família real sueca. Entre os seus padrinhos não havia nenhum membro da realeza, o que foi considerado uma "quebra da tradição". Assim como no batizado do seu primo o príncipe Óscar, Duque da Escânia, a sua irmã maior a princesa Leonore atraiu atenções dos fotógrafos devido ao seu comportamento "incomum", ao caminhar pela capela, e se jogar ao chão durante a cerimônia de batismo, sendo repreendida de maneira "sutil" em ambos casos por sua mãe, a princesa Madalena, Duquesa da Helsíngia e Gestrícia. O batismo foi transmitido ao vivo pela SVT. Os seus seis padrinhos são:
- Anouska d'Abo: sobrinha mais velha de Christopher O'Neill
- Charlotte Kreuger Cederlund: amiga íntima da sua mãe
- Charriol Coralie Charriol-Paul: uma designer de joias e amiga próxima da mãe da criança
- Nader Panahpour: amiga próxima de Christopher O'Neill e família
- Barão Gustav Thott: amigo próxima da família, ele é casado com a Louise "Lussan" Gottlieb-Thott, que é a amiga íntima da princesa Madalena; ela também é madrinha da princesa Leonore.
- Natalie Werner: amiga íntima da sua mãe

O local da capela do Palácio de Drottningholm foi decorada com flores de peônias, snapdragons, campânula, ervilha de cheiro, carvalhos e hortênsias e usando vários tons de rosa claro. Em frente da pia batismal, ficou a coroa da rainha consorte sueca Hedvig Elisabet Charlotta, datada de 1778. Durante o batismo, a Ordem do Serafin foi conferida à princesa Adrienne pela mãos do próprio rei Carlos XVI Gustavo da Suécia. A maioria das fotografias oficiais, foram feitas pelo fotógrafo Henrik Garlöv da Suécia.
Depois do batismo, 21 tiros foram disparados da ilha de Skeppsholmen e do HMS Kullen, fora do Palácio Drottningholm.
Logo após a cerimônia, o rei Carlos XVI Gustavo da Suécia e a rainha consorte Sílvia da Suécia realizaram uma recepção no Palácio Drottningholm e um almoço para convidados. Como um presente de batizado, o Parlamento da Suécia e o Governo da Suécia deram livros infantis à Princesa Adrienne com canções suecas e um ukulele.

## Deveres reais
No dia 07 de outubro de 2019, "para estabelecer quais membros da família real sueca atenderiam compromissos ligados à Chefia de Estado", o rei Carlos XVI Gustavo da Suécia anunciou oficialmente que a Adriana perderia o seu tratamento de "Sua Alteza Real", que não atenderia compromissos oficiais e nem receberia um salário do governo sueco; mas que seguiria como uma Princesa da Suécia e "Duquesa de Blecíngia". Desse modo, Adrianna não faria mais parte da Casa Real de Bernadotte, apenas parte da família real sueca.

## Títulos e estilos
Os títulos dela:
- 09 de março de 2018 – 06 de outubro de 2019: Sua Alteza Real Princesa Adriana da Suécia, Duquesa de Blecíngia[3]
- 06 de outubro de 2019 – presente: Princesa Adriana da Suécia, Duquesa de Blecíngia

Ela nasceu e segue como uma Princesa da Suécia e Duquesa de Blecíngia oficialmente.